# Кай из ящика (фильм)
«Кай из ящика» (нем. Kai aus der Kiste) — детский фильм 1988 года производства ГДР, снятый режиссёром Гюнтером Мейером по одноимённому роману Кай из ящика Вольфа Дуриана.

## Сюжет
1923 год. Жизнь населения в Веймарской республике значительно ухудшилась из-за большого роста бедности и стремительной инфляции, что поставило людей на грань выживания. Кай рос в семье без кормильца, которая еле-еле сводила концы с концами и остро нуждалась в деньгах. Он узнаёт от своего друга, служащего коридорным в берлинском отеле «Император» о том, что постояльцем отеля становится американец — мистер Джон Макаллан. Американец приехал в Германию для торговли жевательной резинкой собственного производства, и ему требуется человек, который идеально подходил бы на роль двигателя» торговли». С помощью своих друзей Кай в деревянном ящике проникает в номер Макаллана и убеждает его, что сможет стать «королём рекламы». Продемонстрировав свой бандитский знак — «чёрную руку», Кай заключает пари (рогатка против 100 долларов) с Макалланом. Кай собирает большую ватагу мальчишек из окрестных дворов, которые за вознаграждение оказывают ему неоценимую услугу, выкрасив весь город отпечатками «чёрной руки». Выиграв спор у Макаллана, Кай доказывает свою способность хорошего рекламщика.
Мистер Макаллан устраивает соревнование между новичком Каем и опытным рекламным агентом — Александром Кубальским. Каждый из них должен за двое суток прорекламировать отдельную марку жвачки (Кай — «Bäng», а Кубальский — «Bong») и набрать в общей сумме сто очков. А сам мистер Макаллан, который по истечении вторых суток покинет страну, будет ходить с блокнотом по улицам города и вести учёт набранных баллов. Победителю соревнования достанется титул «короля рекламы Германии», денежное вознаграждение в размере 1 тыс. долларов, дом и собственный автомобиль. Кай с помощью большой своры мальчишек, благодаря многочисленным идеям и саботажу против своего соперника, настолько сильно наводняет город рекламой, что начальник берлинской полиции запрещает любую рекламу жевательной резинки. На следующий день Александр Кубальский, не зная о запрете рекламы, начав продвигать в городе свою марку жвачки, оказывается в руках стражей порядка. Кай помогает мистеру Кубальскому уйти от преследования полиции и выводит его через коллектор, который служил местом сбора местных мальчишек, в другую часть города. Кай укладывается в график и набирает нужные сто очков. Но мистер Макаллан отказывается выполнять своё соглашение, обосновывая, что продукция уже завоевала популярность в городе благодаря соревнованию. Разочарованный мальчик узнаёт от мистера Макаллана о том, что тот вовсе  не бизнесмен, а менеджер по рекламе, которого хозяин фабрики отправил в Германию продвигать продажу товара. Перед самым отъездом Макаллана Кай подговаривает своих друзей отомстить американцу. А сам Кай прощается с ним, вымазав все его белые рубашки своей «чёрной рукой».

## В ролях
- Кристоф Целлер — Кай
- Юрген Вацке — мистер Джон Макаллан
- Клаус-Дитер Клебш — Александр Кубальский
- Кирстен Блок — Лидия
- Бригитте Мёринг — мама Кая
- Торстен Михаэлис — брат Кая
- Мэнди Байер — Эрика, сестра Кая
- Марк-Филипп Мейер — Атце, коридорный
- Роберт Мансфельд — «Доктор Ватсон»
- Томас Хаар — Эрбзе
- Михаэль Хан — «Геркулес»
- Клаус Хекке — инспектор полиции Флигенпфифф
- Михаэль Кинд — помощник следователя Шляйхер
- Хайо Мюллер — начальник полиции
- Фриц Дехо — господин Баллушка
- Ханс Клима — швейцар Крюгер
- Томас Путензен — Франц
- Хайнц Реннхак — режиссёр
- Петер Яхода — оператор

## Показ
Премьера фильма, снятого на цветную плёнку ORWO на киностудии DEFA, состоялась на VIII пионерском слёте
в августе 1988 года в Карл-Маркс-Штадте. Первая трансляция прошла 4 февраля 1989 года по 1-й программе телевидения ГДР.

## Отличия фильма от романа
История основана на одноименной детской книге Вольфа Дуриана 1926 года. Кай изображает дерзкого и смышленого сорванца, которому удается добиться социального
подъема в разгар экономического кризиса того времени. Экранизация в ГДР изменяет историю Дуриана по идеологическим причинам, в частности, лишая Кая этого
социального подъема. Поэтому, особенно в конце фильма, возникают существенные различия между книгой и фильмом.
В книге Дуриана ловкий мальчик с помощью американского «сигаретного короля» совершает восхождение «от уличного мальчишки к миллионеру», то есть воссоздается
«американская мечта» на немецкий лад в стиле Горацио Элджера. Однако в экранизации кажущийся добродушным «король жевательной резинки» в
конечном итоге оказывается хвастуном и мошенником, не имеющим намерения кому-либо вручать обещанный приз в виде должности «короля рекламы Германии». Кай
становится жертвой, не имеющей возможности защититься.

## Критика
Бодрый детский мюзикл, созданный для телевидения ГДР, который – временами очень комично, а затем снова тонко – рисует достоверную картину эпохи.— Lexikon des internationalen Films
.

## Награды
На кинофестивале «Золотой воробей» в Гере 1987 году фильм был удостоен приза жюри юных зрителей.